# Married to Jonas
Married to Jonas es una serie de televisión de telerrealidad estadounidense. La serie se estrenó en E! en agosto de 2012. Se centra principalmente en Kevin Jonas, un tercio de los Jonas Brothers, la vida de matrimonio con su esposa Danielle Deleasa. Sin embargo, también se centrará en el "regreso" 2012 de los Jonas Brothers. El 12 de noviembre de 2012, E! anunció que la serie había sido renovada para una segunda temporada, la cual se estrenó el 21 de abril de 2013. La segunda temporada sigue a la pareja en la finalización del quinto álbum de estudio de los Jonas Brothers y la última gira por Estados Unidos después de tres años de pausa, antes de la ruptura inesperada de la banda. Dani abre su propio negocio en Nueva Jersey y las familias Jonas y Deleasa se vuelven más cercanas. El programa está actualmente en pausa.

## Descripción del show

### Temporada 1
En esta nueva serie de E!, Kevin Jonas, miembro del grupo que ha superado las listas múltiples veces los Jonas Brothers, y su esposa Danielle, una ex peluquera en Nueva Jersey, invita a las cámaras en su mundo privado, ya que equilibrar el matrimonio, la fama mundial y sus familias contrastantes diferentes. Kevin conoció a Danielle, una dulce chica, con los pies en la tierra de Nueva Jersey, mientras que estaban en unas vacaciones familiares en las Bahamas. Después de atar el nudo en el año 2009, la joven pareja está finalmente lista para asentarse y establecer una vida suburbana feliz, a pesar de los puntos de vista de los que chocan abiertamente la familia italiana de Dani y la vida de Hollywood del clan Jonas, entre ellos los hermanos de Kevin, Joe y Nick. Pero con los Jonas Brothers de vuelta al estudio para grabar nuevas canciones, encontrar la combinación adecuada de lo normal y el estrellato no va a ser fácil.

### Temporada 2
La nueva temporada sigue a la pareja como los Jonas Brothers terminan su nuevo álbum y regresan a la gira después de tres años. Dani también explora iniciar su propio negocio de nuevo en Nueva Jersey y las familias Jonas y Deleasa se acercan más.

## Reparto

### Principal
- Kevin Jonas
- Danielle Deleasa

### Invitados
| Familia Jonas - Kevin Jonas Sr. - Denise Jonas - Nick Jonas - Joe Jonas - Frankie Jonas | Familia Deleasa - Bucky Deleasa - Angela Deleasa - Dina Deleasa Gonser - Michael "Mikey" Deleasa - Katie Deleasa | Otros - Brian Gonser |

## Temporadas
| Temporada | Temporada | Episodios | Estados Unidos       | Estados Unidos        |
| Temporada | Temporada | Episodios | Estreno              | Final                 |
| --------- | --------- | --------- | -------------------- | --------------------- |
|           | 1         | 10        | 19 de agosto de 2012 | 28 de octubre de 2012 |
|           | 2         | 6         | 21 de abril de 2013  | 26 de mayo de 2013    |

### Temporada 1: 2012
| N.º | Título                                 | Estados Unidos           | Audiencia (en millones) |
| --- | -------------------------------------- | ------------------------ | ----------------------- |
| 1 | «Dinner With the In-Laws»              | 19 de agosto de 2012     | 1.737                   |
| En el primer episodio, Kevin colabora con una nerviosa Dani para cocinar la cena para Nick, Joe y el resto de la familia Jonas. Además, las presiones sobre el momento de tener un bebé ponen la tensión en la pareja de recién casados. |                                        |                          |                         |
| 2 | «Prom Night With The In-laws»          | 26 de agosto de 2012     | 1.998                   |
| 3 | «Texas With The In-laws»               | 2 de septiembre de 2012  | 1.799                   |
| 4 | «In-Law tervention»                    | 9 de septiembre de 2012  | 1.486                   |
| 5 | «Emergency-In-Law»                     | 16 de septiembre de 2012 | 2.210                   |
| 6 | «In-laws & In Studio»                  | 30 de septiembre de 2012 | 1.030                   |
| 7 | «In-laws & Outdoors»                   | 7 de octubre de 2012     | 0.802                   |
| 8 | «Italy With The In-laws (Part 1 of 2)» | 14 de octubre de 2012    | 0.765                   |
| 9 | «Italy With The In-laws (Part 2 of 2)» | 21 de octubre de 2012    | —                       |
| 10 | «When In-laws Collide»                 | 28 de octubre de 2012    | —                       |

### Especiales

#### Temporada 1
| N.º | Título                             | Estados Unidos        | Audiencia (millones) |
| --- | ---------------------------------- | --------------------- | -------------------- |
| 101 | «Series Premiere Sneak Peek»       | 12 de agosto de 2012  | —                    |
| 111 | «Exclusive Season 1 Deleted Scene» | 28 de octubre de 2012 | —                    |